# Yojana
Yojana (Sanskrit et Hindî : योजन ) est une unité de mesure de distance utilisée dans l'ancienne Inde pendant la période védique. Sa longueur précise n'est pas unanimement fixée par les savants chercheurs, donc selon des documents, époques et personnes différentes sa longueur varie de 6 à 16 kilomètres (4 à 10 miles).
D'après "les Notes sur les régions à l'ouest du Grand Tang" (Da Tang xiyu ji 大唐西域记) de Xuanzang, un yojana est la distance parcourue en une journée par l'armée royale de l'époque, ou par un bœuf d'après le célèbre commentateur Buddhaghosa. 
Dans "les Commentaires du sūtra de Vimalakîrti", Sengzhao dit qu'il existait les notions de yojana supérieur, yojana moyen et yojana inférieur. Si l'on ne parle que du yojana d'une façon simple sans distinguer les trois notions, certes la différence entre eux est très significative. 
Si l'on fixe la distance d'un yojana entre 13 et 16 km (de 8 à 10 miles), alors on peut déterminer approximativement les autres mesures  suivantes : 
- 1 angula = 16 mm à 21 mm
- 4 angulas = 1 dhanu graha (arc saisi) = 62 mm à 83 mm ;
- 8 angulas = 1 dhanu musti (poing avec le pouce levé) = 125 mm à 167 mm ;
- 12 angulas = 1 vitasti (distance entre le pouce et le petit doigt avec la paume plate) = 188 mm à 250 mm
- 2 vitastis = 1 aratni (coude) = 375 mm à 500 mm
- 4 aratnis = 1 danda = 1.5 à 2.0 m
- 2 dandas = 1 dhanu = 3 à 4 m
- 5 dhanus = 1 rajju = 15 m à 20 m
- 2 rajjus = 1 paridesha = 30 m à 40 m
- 100 parideshas = 1 krosha (ou gorata) = 3 km à 4 km
- 4 kroshas = 1 yojana = 13 km à 16 km
- 1,000 yojanas = 1 Mahayojan = 13 Mm à 16 Mm